# Wereldkampioenschappen kunstschaatsen 1973
De Wereldkampioenschappen kunstschaatsen 1973 werden gevormd door vier toernooien die door de Internationale Schaatsunie werden georganiseerd.
Het WK evenement van 1973 vond van 26 februari tot en met 7 maart plaats in Bratislava. Het was voor de derde keer dat de wereldkampioenschappen in Tsjechoslowakije plaatsvonden. Eerder vonden de WK toernooien plaats in Praag (1939 -alleen vrouwen- en 1962).
Voor de mannen was het de 63e editie, voor de vrouwen de 53e editie, voor de paren de 51e editie, en voor de ijsdansers de 21e editie.

## Deelname
Er namen deelnemers uit een recordaantal van 22 landen deel aan deze kampioenschappen. Zij vulden eveneens een recordaantal van 85 startplaatsen in, twee meer dan het oude record uit 1958.
Voor Nederland nam Dianne de Leeuw voor de tweede keer deel in het vrouwentoernooi.
(Tussen haakjes het totaal aantal startplaatsen over de disciplines.)
| Canada (10) Sovjet-Unie (10) Verenigde Staten (9) Duitse Democratische Republiek (7) Tsjecho-Slowakije (6) Verenigd Koninkrijk (6) | West-Duitsland (6) Frankrijk (4) Polen (4) Hongarije (3) Italië (3) Oostenrijk (3) | Zwitserland (3) Japan (2) Joegoslavië (2) Australië (1) Finland (1) | Nederland (1) Noorwegen (1) Roemenië (1) Zuid-Korea (1) Zweden (1) |

## Medailleverdeling
Bij de mannen veroverde de Tsjechoslowaak Ondrej Nepala zijn derde wereldtitel oprij. Het was zijn vijfde WK medaille, in 1969 en 1970 werd hij tweede. Op plaats twee stond Sergej Tsjetveroechin uit de Sovjet-Unie die zijn derde WK medaille veroverde, in 1971 werd derde en in 1972 ook tweede. De Oost-Duitser Jan Hoffmann op plaats drie veroverde zijn eerste WK medaille.
Bij de vrouwen werd Karen Magnussen de 20e wereldkampioene en de derde Canadese die de wereldtitel bij de vrouwen behaalde. Ze trad daarmee in de voetsporen van landgenoten Barbara Ann Scott (1947, 1948) en Petra Burka (1965). Magnussen stond voor de derde maal op het podium, in 1971 werd zij derde, in 1972 tweede. De Amerikaanse Janet Lynn stond voor de tweede keer op het erepodium, in 1972 werd ze derde, dit jaar tweede. De Oost-Duitse Christine Errath op plaats drie veroverde haar eerste WK medaille.
Het Sovjetpaar Irina Rodnina / Aleksandr Zajtsev werd het 23e paar dat de wereldtitel veroverde en het derde Sovjetpaar. Voor Rodnina was het de vijfde wereldtitel oprij. Van 1969-1972 werd ze wereldkampioen met Aleksej Oelanov. Voor hun behaalden Ljoedmila Belousova / Oleg Protopopov van 1965-1968 de wereldtitel. Zaitsev was debutant op het WK. Aleksej Oelanov behaalde ook zijn vijfde medaille oprij, deze editie werd hij tweede met zijn nieuwe partner Ljoedmila Smirnova. Smirnova stond voor het vierde opeenvolgende jaar op plaats twee, van 1970-1972 stond ze hier met Andrej Soerajkin. Het Oost-Duitse paar Manuela Groß / Uwe Kagelmann op plaats drie veroverden hun eerste WK medaille.
Bij het ijsdansen veroverden het Sovjetpaar Ljoedmila Potsjomova / Alexandr Gorstsjkov voor het vierde opeenvolgende jaar de wereldtitel, het was hun vijfde medaille, in 1969 werden ze tweede. Het West-Duitse paar Angelika Buck / Erich Buck op plaats twee stonden voor de vierde keer op het podium, in 1970 werden zij derde, in 1971, 1972 ook tweede. Het Britse paar Hilary Green / Glyn Watts op plaats stond voor de eerste keer op het podium.
| Discipline | Goud                                       | Zilver                               | Brons                        |
| ---------- | ------------------------------------------ | ------------------------------------ | ---------------------------- |
| Mannen     | Ondrej Nepala                              | Sergej Tsjetveroechin                | Jan Hoffmann                 |
| Vrouwen    | Karen Magnussen                            | Janet Lynn                           | Christine Errath             |
| Paren      | Irina Rodnina / Aleksandr Zajtsev          | Ljoedmila Smirnova / Aleksej Oelanov | Manuela Groß / Uwe Kagelmann |
| IJsdansen  | Ljoedmila Potsjomova / Alexandr Gorstsjkov | Angelika Buck / Erich Buck           | Hilary Green / Glyn Watts    |

## Uitslagen
pk = verplichte kür, kk = korte kür, vk = vrije kür, pc/9 = plaatsingcijfer bij negen juryleden, t.z.t. = trok zich terug
| #      | naam (deelname)           | land                                    | pk | kk | vk | pc/9 |
| ------ | ------------------------- | --------------------------------------- | -- | -- | -- | ---- |
| Goud   | Ondrej Nepala (10)        | Vlag van Tsjecho-Slowakije              | 1  | 2  | 2  | 10   |
| Zilver | Sergej Tsjetveroechin (8) | Vlag van Sovjet-Unie                    | 2  | 3  | 1  | 17   |
| Brons  | Jan Hoffmann (4)          | Vlag van Duitse Democratische Republiek | 3  | 7  | 6  | 35   |
| 4      | John Curry (3)            | Vlag van Verenigd Koninkrijk            | 4  | 8  | 7  | 39   |
| 5      | Toller Cranston (4)       | Vlag van Canada                         | 6  | 1  | 5  | 46   |
| 6      | Joeri Ovtsjinnikov (3)    | Vlag van Sovjet-Unie                    | 8  | 5  | 3  | 54   |
| 7      | Gordon McKellen (3)       | Vlag van Verenigde Staten               | 5  | 4  | 8  | 62   |
| 8      | Ronald Shaver             | Vlag van Canada                         | 12 | 6  | 4  | 61   |
| 9      | Jacques Mrozek (5)        | Vlag van Frankrijk                      | 9  | 10 | 11 | 91   |
| 10     | Zdenek Pazdirek (4)       | Vlag van Tsjecho-Slowakije              | 10 | 12 | 9  | 95   |
| 11     | Daniel Höner (5)          | Vlag van Zwitserland                    | 7  | 11 | 12 | 97   |
| 12     | Robert Bradshaw           | Vlag van Verenigde Staten               | 13 | 9  | 10 | 103  |
| 13     | Lászlá Vajda              | Vlag van Hongarije                      | 11 | 14 | 13 | 112  |
| 14     | Minoru Sano               | Vlag van Japan                          | 14 | 13 | 14 | 130  |
| 15     | Erich Reifschneider       | Vlag van Bondsrepubliek Duitsland       | 15 | 15 | 16 | 144  |
| 16     | Igor Lisovski             | Vlag van Sovjet-Unie                    | 18 | 17 | 17 | 147  |
| 17     | Bernd Wunderlich          | Vlag van Duitse Democratische Republiek | 20 | 18 | 15 | 148  |
| 18     | Miroslav Soska            | Vlag van Tsjecho-Slowakije              | 17 | 16 | 18 | 151  |
| 19     | Robert Rubens             | Vlag van Canada                         | 19 | 19 | 19 | 168  |
| 20     | Gunther Hilgarth          | Vlag van Oostenrijk                     | 16 | 20 | 21 | 187  |
| 21     | Jacek Tascher             | Vlag van Polen (1928-1980)              | 23 | 23 | 20 | 191  |
| 22     | Rolando Bragaglia         | Vlag van Italië                         | 22 | 21 | 22 | 193  |
| 23     | Gheorghe Fazekas (2)      | Vlag van Roemenië (1965-1989)           | 21 | 24 | 24 | 205  |
| 24     | Silvo Svajger (2)         | Vlag van Joegoslavië (1943-1992)        | 24 | 22 | 23 | 214  |

| #      | naam (deelname)       | land                                    | pk | kk | vk | pc/9 |
| ------ | --------------------- | --------------------------------------- | -- | -- | -- | ---- |
| Goud   | Karen Magnussen (6)   | Vlag van Canada                         | 1  | 1  | 2  | 9    |
| Zilver | Janet Lynn (6)        | Vlag van Verenigde Staten               | 1  | 12 | 1  | 18   |
| Brons  | Christine Errath (3)  | Vlag van Duitse Democratische Republiek | 5  | 2  | 5  | 31   |
| 4      | Dorothy Hamill (2)    | Vlag van Verenigde Staten               | 8  | 3  | 4  | 35   |
| 5      | Jean Scott (3)        | Vlag van Verenigd Koninkrijk            | 4  | 10 | 11 | 47   |
| 6      | Karin Iten (2)        | Vlag van Zwitserland                    | 3  | 14 | 14 | 60   |
| 7      | Liana Drahová (3)     | Vlag van Tsjecho-Slowakije              | 9  | 9  | 6  | 69   |
| 8      | Sonja Morgenstern (6) | Vlag van Duitse Democratische Republiek | 10 | 5  | 7  | 76   |
| 9      | Juli McKinstry        | Vlag van Verenigde Staten               | 12 | 7  | 9  | 91   |
| 10     | Lynn Nightingale      | Vlag van Canada                         | 15 | 4  | 3  | 78   |
| 11     | Maria McLean          | Vlag van Verenigd Koninkrijk            | 7  | 11 | 13 | 96   |
| 12     | Cathy Lee Irwin (3)   | Vlag van Canada                         | 11 | 13 | 10 | 108  |
| 13     | Gerti Schanderl (2)   | Vlag van Bondsrepubliek Duitsland       | 14 | 6  | 8  | 114  |
| 14     | Anett Pötzsch         | Vlag van Duitse Democratische Republiek | 13 | 8  | 12 | 125  |
| 15     | Dianne de Leeuw (2)   | Vlag van Nederland                      | 6  | 15 | 16 | 123  |
| 16     | Marina Sanaja (2)     | Vlag van Sovjet-Unie                    | 23 | 16 | 15 | 149  |
| 17     | Emi Watanabe          | Vlag van Japan                          | 18 | 23 | 17 | 154  |
| 18     | Marie-Claude Bierre   | Vlag van Frankrijk                      | 16 | 18 | 22 | 171  |
| 19     | Cinzia Frosio (3)     | Vlag van Italië                         | 19 | 19 | 19 | 175  |
| 20     | Lislotte Öberg        | Vlag van Zweden                         | 21 | 17 | 18 | 177  |
| 21     | Sharon Burley         | Vlag van Australië                      | 20 | 20 | 21 | 178  |
| 22     | Hannele Koskinen      | Vlag van Finland (1918-1978)            | 27 | 22 | 20 | 204  |
| 23     | Grażyna Dudek         | Vlag van Polen (1928-1980)              | 26 | 21 | 23 | 201  |
| 24     | Helena Gazvoda (2)    | Vlag van Joegoslavië (1943-1992)        | 25 | 26 | 24 | 220  |
| 25     | Myung Su-chang (2)    | Vlag van Zuid-Korea                     | 17 | 28 | 27 | 227  |
| 26     | Bente Tverran         | Vlag van Noorwegen                      | 24 | 27 | 26 | 235  |
| 27     | Ágnes Erös            | Vlag van Hongarije                      | 28 | 24 | 25 | 231  |

| #      | naam (deelname)                            | land                                    | kk | vk | pc  |
| ------ | ------------------------------------------ | --------------------------------------- | -- | -- | --- |
| Goud   | Irina Rodnina (5) Aleksandr Zajtsev        | Vlag van Sovjet-Unie                    | 1  | 1  | 9   |
| Zilver | Ljoedmila Smirnova (4) Aleksej Oelanov (5) | Vlag van Sovjet-Unie                    | 2  | 2  | 18  |
| Brons  | Manuela Groß (4) Uwe Kagelmann (4)         | Vlag van Duitse Democratische Republiek | 3  | 3  | 29  |
| 4      | Almut Lehmann (4) Herbert Wiesinger (6)    | Vlag van Bondsrepubliek Duitsland       | 6  | 5  | 43  |
| 5      | Romy Kermer Rolf Österreich                | Vlag van Duitse Democratische Republiek | 4  | 4  | 46  |
| 6      | Sandra Bezic (4) Val Bezic (4)             | Vlag van Canada                         | 7  | 6  | 51  |
| 7      | Irina Tsjernjaeva (2) Vasili Blagov (2)    | Vlag van Sovjet-Unie                    | 5  | 7  | 56  |
| 8      | Melissa Militano (5) Mark Militano (5)     | Vlag van Verenigde Staten               | 8  | 8  | 73  |
| 9      | Marian Murray Glenn Moore                  | Vlag van Canada                         | 9  | 9  | 80  |
| 10     | Karin Künzle (2) Christian Künzle (2)      | Vlag van Zwitserland                    | 11 | 10 | 92  |
| 11     | Ilona Urbanová Alex Zach                   | Vlag van Tsjecho-Slowakije              | 10 | 11 | 106 |
| 12     | Corinna Halke (2) Eberhard Rausch (5)      | Vlag van Bondsrepubliek Duitsland       | 12 | 12 | 108 |
| 13     | Gale Fuhrman Joel Fuhrman                  | Vlag van Verenigde Staten               | 15 | 13 | 121 |
| 14     | Florence Cahn (2) Jean-Roland Racle (2)    | Vlag van Frankrijk                      | 13 | 14 | 120 |
| 15     | Ursula Nemec Michael Nemec                 | Vlag van Oostenrijk                     | 16 | 15 | 137 |
| 16     | Teresa Skrzek (2) Piotr Sczypa (5)         | Vlag van Polen (1928-1980)              | 14 | 16 | 135 |

| #      | naam (deelname)                                  | land                              | kk | vk | pc   |
| ------ | ------------------------------------------------ | --------------------------------- | -- | -- | ---- |
| Goud   | Ljoedmila Potsjomova (8) Alexandr Gorstsjkov (7) | Vlag van Sovjet-Unie              | 1  | 1  | 9    |
| Zilver | Angelika Buck (7) Erich Buck (7)                 | Vlag van Bondsrepubliek Duitsland | 2  | 2  | 18   |
| Brons  | Hilary Green (3) Glyn Watts (3)                  | Vlag van Verenigd Koninkrijk      | 3  | 3  | 29   |
| 4      | Janet Sawbridge (11) Peter Dalby (4)             | Vlag van Verenigd Koninkrijk      | 4  | 6  | 38   |
| 5      | Tatjana Voitiuk (5) Viatsjeslav Tsjigalin (5)    | Vlag van Sovjet-Unie              | 5  | 4  | 43   |
| 6      | Mary Karen Campbell (3) Johnny Johns (3)         | Vlag van Verenigde Staten         | 6  | 7  | 60   |
| 7      | Irina Moiseeva Andrej Minenkov                   | Vlag van Sovjet-Unie              | 7  | 5  | 63.5 |
| 8      | Diana Skotnická (4) Martin Scotnický (4)         | Vlag van Tsjecho-Slowakije        | 8  | 8  | 72.5 |
| 9      | Louise Soper-Lind (3) Barry Soper (3)            | Vlag van Canada                   | 9  | 9  | 73   |
| 10     | Anne Millier (4) Harvey Millier III (4)          | Vlag van Verenigde Staten         | 10 | 11 | 93   |
| 11     | Matilde Ciccia (2) Lamberto Ceserani (2)         | Vlag van Italië                   | 12 | 10 | 100  |
| 12     | Rosalind Druce David Barker                      | Vlag van Verenigd Koninkrijk      | 11 | 13 | 107  |
| 13     | Krisztina Regöczy András Sallay                  | Vlag van Hongarije                | 13 | 12 | 115  |
| 14     | Halina Gordon Wojciech Bankowski                 | Vlag van Polen (1928-1980)        | 14 | 15 | 130  |
| 15     | Barbara Berezowski David Porter                  | Vlag van Canada                   | 15 | 14 | 131  |
| 16     | Anne-Claude Wolfers (4) Roland Mars (4)          | Vlag van Frankrijk                | 16 | 16 | 146  |
| 17     | Christina Henke Udo Dönsdorf                     | Vlag van Bondsrepubliek Duitsland | 17 | 17 | 151  |
| 18     | Brigitte Scheijbal (3) Walter Leschetizky (2)    | Vlag van Oostenrijk               | 18 | 18 | 160  |

Medaillewinnaars

Mannen · 
Vrouwen ·
Paren · 
IJsdansen

 Toernooi

1896 · 
1897 · 
1898 · 
1899 · 
1900 · 
1901 · 
1902 · 
1903 · 
1904 · 
1905 · 
1906 · 
1907 · 
1908 · 
1909 · 
1910 · 
1911 · 
1912 · 
1913 · 
1914 · 
1915-1921 · 
1922 · 
1923 · 
1924 · 
1925 · 
1926 · 
1927 · 
1928 · 
1929 · 
1930 · 
1931 · 
1932 · 
1933 · 
1934 · 
1935 · 
1936 · 
1937 · 
1938 · 
1939 ·
1940-1946 · 
1947 · 
1948 · 
1949 · 
1950 · 
1951 · 
1952 · 
1953 · 
1954 · 
1955 · 
1956 · 
1957 · 
1958 · 
1959 · 
1960 · 
1961 · 
1962 · 
1963 · 
1964 · 
1965 · 
1966 · 
1967 · 
1968 · 
1969 · 
1970 · 
1971 · 
1972 · 
1973 · 
1974 · 
1975 · 
1976 · 
1977 · 
1978 · 
1979 · 
1980 · 
1981 · 
1982 · 
1983 · 
1984 · 
1985 · 
1986 · 
1987 · 
1988 · 
1989 · 
1990 · 
1991 · 
1992 · 
1993 · 
1994 · 
1995 ·
1996 · 
1997 · 
1998 · 
1999 · 
2000 · 
2001 · 
2002 · 
2003 · 
2004 · 
2005 · 
2006 ·
2007 ·
2008 ·
2009 ·
2010 ·
2011 ·
2012 ·
2013 ·
2014 ·
2015 ·
2016 ·
2017 ·
2018 ·
2019 · 
2020 · 
2021 ·
2022 ·
2023 ·
2024

 ISU-kampioenschappen

WK kunstschaatsen junioren ·
EK kunstschaatsen ·
Viercontinentenkampioenschap ·
Olympische Spelen